# Каргарка андійська
Карга́рка андійська (Chloephaga melanoptera) — вид гусеподібних птахів родини качкових (Anatidae). Мешкає в Андах.

## Опис

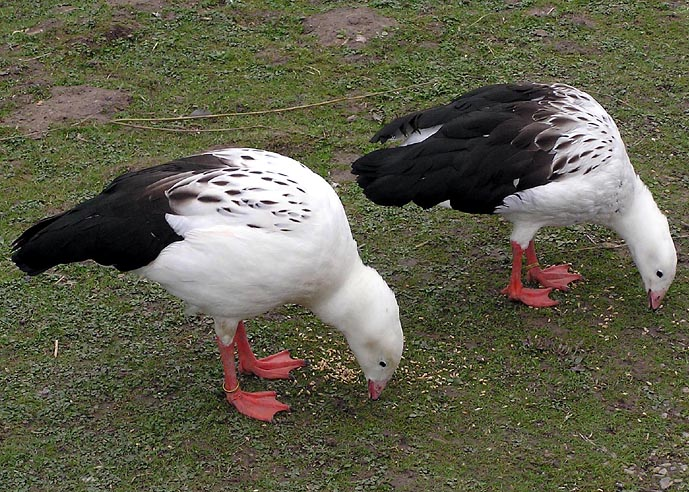
Андійські каргарки

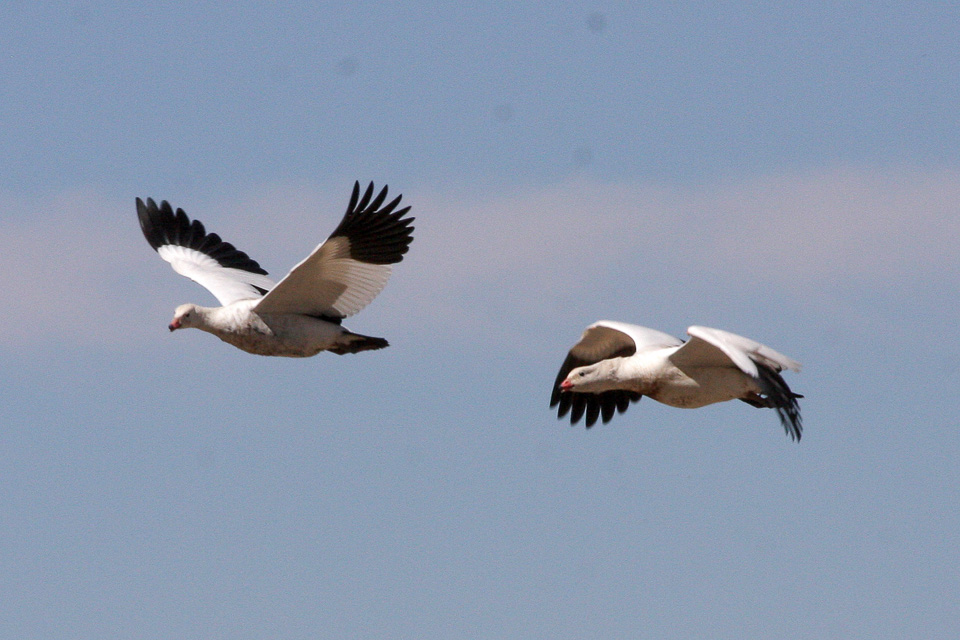
Андійські каргарки в польоті

Довжина птаха становить 70-76 см, вага 2,5-3,64 кг. Самиці є дещо меншими за самців, однак мають подібне забарвлення. У дорослих птахів голова і тіло білі. Деякі пера на плечах мають чорнуватий або буруватий відтінок, що надає плечам плямистого вигляду. Махові пера і хвіст чорні з зеленуватим відблиском. Дзьоб рожево-червоний з чорним кінчиком, лапи світло-червоні. пташенята покриті білим пухом, місцями поцяткованим чорними плямками і смужками. Забарвлення молодих птахів є подібне до забарвлення дорослих птахів, однак більш тьмяне, голова з боків у них частково сіра, а плечі коричнювато-сірі.

## Поширення і екологія
Андійські каргарки мешкають на високогір'ях Анд на території Перу (на південь від Ла-Лібертада), західної Болівії, Чилі (на південь до Арауканії) і північно-західної Аргентини. Вони живуть на високогірних луках, на берегах гірських озер і боліт. Зустрічаються парами або невеликими сімейними зграйками, на висоті від 3300 до 4700 м над рівнем моря. Під час негніздового періоду вони можуть формувати розріджені зграї. В Чилі під час сильних снігопадів деякі популяції на короткий час спускаються на більш низку висоту, однак загалом вид веде осілий спосіб життя. 
Андійські каргарки ведуть наземний спосіб життя, однак можуть перелітати на короткі відстані або відпливати разом з пташенятами на середину озера у випадку небезпеки. Вони живляться травою, водною рослинністю і насінням цих рослин, зокрема з родів Chara, Lilaeopsis, Myriophyllum і Nostoc. Птахи витрачають 3/4 свого часу на пошуки їжі. Щоденно вони поглинають близько 208 г рослинного матеріалу.
Під час сезону розмноження, який починається в листопаді, пізньою весною, птахи демонструють територіальну поведінку. Андійські каргарки є моногамними птахами, формують тривалі пари, які зберігавються впродовж всього року. Вони гніздяться в загибинах в землі, зазвичай на схилах біля озер, які часто встелюють рослинністю. В кладці від 5 до 10 яєць. Інкубаційний період триває 30 днів.